# Lake Clarke Shores
Lake Clarke Shores est une ville américaine située dans le comté de Palm Beach en Floride.

## Démographie
| 1960  | 1970  | 1980  | 1990  | 2000  | 2010  |
| ----- | ----- | ----- | ----- | ----- | ----- |
| 1 297 | 2 328 | 3 174 | 3 364 | 3 451 | 3 376 |

En 2010, sa population est de 3 451 habitants

## Source de la traduction
- (en) Cet article est partiellement ou en totalité issu de l’article de Wikipédia en anglais intitulé « Lake Clarke Shores » (voir la liste des auteurs).